# Charles Rohlfs
Pour les articles homonymes, voir Rohlfs.
Charles Rohlfs (* 1853 Brooklyn, † 1936 Buffalo, New York), concepteur de meubles, est à Boston depuis 1868. En 1884, il se marie avec l'auteur Anna Katharine Green. Avant de permettre le mariage, son futur beau-père, un avocat, demande à Rohlfs d'abandonner les représentations.

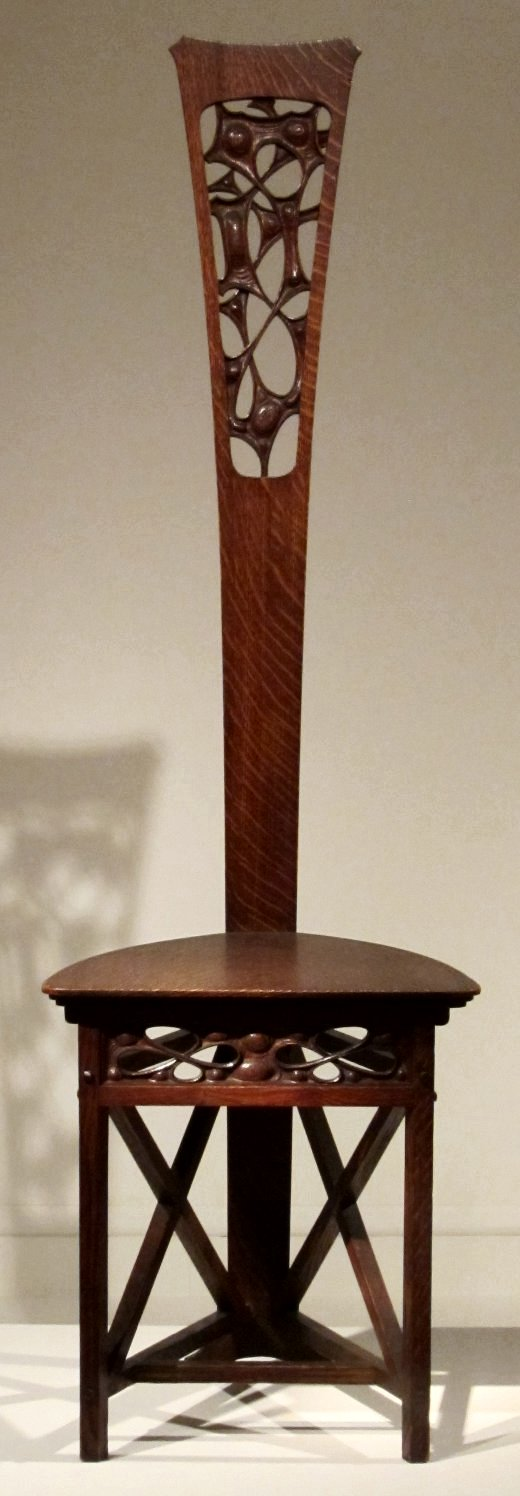
Chaise en chêne de Charles Rohlfs au Metropolitan Museum of Art

Rohlfs commence alors la conception de meubles et obtient une reconnaissance internationale. Après l'exposition de Turin, en 1902, Rohlfs est nommé membre de la Royal Society of Arts à Londres et est commandité pour produire l'ameublement de palais de Buckingham.
Rohlfs est un des représentants du mouvement Arts & Crafts.